# Tron 2.0
Tron 2.0 é um jogo eletrônico de tiro em primeira pessoa desenvolvido pela Monolith Productions e publicado pela Disney Interactive. Sua versão para o Microsoft Windows foi publicada em 26 de agosto de 2003 e a versão para Mac OS X foi publicada pela MacPlay em 14 de novembro de 2003, tendo ainda sido portado para os celulares, Game Boy Advance e Xbox. Faz parte da franquia iniciada com o filme Tron, lançado em 1982.
Bruce Boxleitner reprisa seu papel como Alan Bradley, programador de Tron; Cindy Morgan, que também estrelou o filme original, dá sua voz a Ma3a e Rebecca Romijn e dubla Mercury. Syd Mead, designer de Tron, projetou uma nova versão da moto de luz, que agora possui rodas mais salientes. Apesar de se passar no universo da franquia, Steven Lisberger, criador do filme original e produtor de Tron: o Legado, e o diretor da sequência, Joseph Kosinski, disseram que o jogo não faz parte da história do filme de 1982.

## Portes
Além do porte para Mac OS X, Tron 2.0 também foi portado para celulares em duas versões. A primeira, chamada Tron 2.0: Light Cycles, foi lançada no dia 21 de novembro de 2003. Nesta versão, o jogador basicamente contra uma moto de luz e deve desintegrar oponentes com a parede de luz deixada como rastro do veículo. A segunda versão, Tron 2.0: Discs of Tron, foi lançada no dia 12 de maio de 2004 e consiste somente em batalha de discos, com Jet em cima de uma plataforma móvel mirando em outros personagens, mecânica similar àquela utilizada em Discs of Tron.
Em 4 de novembro do mesmo ano, Tron 2.0: Killer App foi lançado para Xbox. A versão do console contou com pequenas mudanças no modo single player, mas com muitas no modo multiplayer, no qual foi disponibilizada uma lotação de 16 jogadores para arenas de guerra de discos ou de duelos de moto de luz, além do modo overRide para Xbox Live. O novo modo overRide permite dirigir motos de luz a qualquer hora. Por fim, Tron 2.0: Killer App ganhou uma versão para  Game Boy Advance, com mudanças na história em relação à versão de Xbox.

## Jogabilidade
O modo de jogo single player ocorre inteiramente no mundo dentro do computador, embora algumas sejam mostradas algumas cutscenes do laboratório de pesquisas da ENCOM. O objetivo de cada nível é, geralmente, completar tarefas e encontrar chaves ("bits de permissão") para poder progredir para a próxima fase. O design dos níveis do jogo é linear, sem escolhas do como proceder ou o que dizer durante as interações com outros personagens. Há a presença de pontes e portões, paredes com brilho de neon, cores vibrantes, teleportes e abismos.
O jogador controla a cópia materializada no mundo dentro do computador de Jet, filho de Alan Bradley, que sofre danos de queda e pode ser amassado por objetos móveis desse mundo digital. O personagem começa com seu disco de identificação como arma, podendo obter outras armas e até granadas no decorrer do jogo, com a munição sendo energia, obtidas em vários pontos do cenário. Pode-se fazer melhorias nas chamadas armas "primitivas": disco, vara, teia e bola.
As habilidades de Jet são customizáveis à medida que a cópia ganha melhoras de "build counter" - quando sobe de nível, Jet 0.0.0 se torna Jet 0.0.1 e assim por diante. Ele adquire novas habilidades e as já mencionadas armas na forma de sub-rotinas presentes em "lixeiras de arquivo" espalhadas pelo mapa, possuindo espaços de memória limitados em que ele pode instalar essas sub-rotinas (nele mesmo). Elas podem começar como softwares de nível alfa e serem melhoradas para os status beta ou dourado, tornando-se mais efetivas e ocupando menos espaços na memória. Enquanto se move pelo cenário, Jet pode lutar contra inimigos de qualidade inteferior mas, embora nenhum seja particularmente poderoso, eles tendem a aparecer em grupo, tornando-os mais ameaçadores. Dentre os níveis, há alguns como chefes.
Dentre as fases em primeira pessoa, há várias corridas de moto de luz. Como visto no filme de 1982, essas corridas na verdade são duelos em que cada moto procura destruir seu oponente formando paredes de luz. As arenas contêm "melhorias", como zonas de velocidade e layouts mais complexos, e poderes que podem ser coletados e conferir certa vantagem. Além da moto de luz padrão, Jet também pode ter acesso a super motos de luz, redesenhadas e mais velozes. O jogo, inicialmente, requeria que os jogadores ganhassem as corridas para progredirem. Mas, devido a reclamação de muitos jogadores de que as motos dos oponentes viravam a velocidades muito elevadas e imprevisíveis, tornando impossível destruí-las e fazendo-os ter de esperar elas mesmos colidirem contra a própria parede, tornou-se possível progredir sem ganhar esses duelos. Há também o modo moto de luz, sem história e com a possibilidade de escolha de outras arenas de combate.
A versão multiplayer de Tron 2.0 está disponível para o modo campanha e moto de luz, atualmente por Rede de área local, LAN. Devido ao grande lag sofrido durante o segundo modo, a vendedora recomendava que não fosse jogado utilizando a Internet.